# Charles Dobler
Charles Dobler (* 3. Mai 1923 in Niedergösgen; † 30. November 2014) war ein Schweizer klassischer Pianist und Musikpädagoge.

## Leben und Werk
Charles Dobler studierte ab 1941 bei Paul Baumgartner am Konservatorium Basel. Er erwarb sich dort 1948 sein Solistendiplom. Er setzte seine Ausbildung bei Yvonne Lefébure, bei Alfred Cortot und bei Edwin Fischer fort. Er betrieb Kompositionsstudien bei Wladimir Vogel und Dirigatstudien bei Paul Kletzki.
Charles Dobler trat bei seiner Konzerttätigkeit in der Schweiz und in Westeuropa für zeitgenössische Musik, besonders für Schweizer Musik ein. Er wirkte an über einhundert Ur- und Erstaufführungen mit. Von 1956 bis 1960 bildete er mit Roman Schimmer und dem Cellisten Heinz Decker das Roman Schimmer-Trio Stuttgart. Er spielte etwa 15 Tonträger für verschiedene Label ein. Bei Breitkopf & Härtel gab Charles Dobler zwei Hefte Neue schweizerische Klaviermusik heraus.
Charles Dobler unterrichtete am Konservatorium in Basel, an der Musikakademie Zürich (heute Zürcher Hochschule der Künste) und am Konservatorium Biel Klavier. Dazu gab er Workshops und Masterclasses an verschiedenen Universitäten und Konservatorien in der ganzen Welt. Er war auch als Jurymitglied bei Klavierwettbewerben tätig.
1973 erhielt er den Grossen Kunstpreis des Kantons Solothurn. Er erhielt auch eine Ehrenmedaille der Stadt Seoul sowie die Ehrenmitgliedschaft des Schweizerischen Musikpädagogischen Verbandes.